# Динка (язык)
Язык динка (самоназвание Thuɔŋjäŋ) — язык народа динка, одной из крупнейших аборигенных этнических групп в Южном Судане. Количество носителей — ок. 2-3 млн. Делится на 5 крупных диалектных зон. Термин Jaang иногда обозначает всю совокупность диалектов динка, тогда как диалект Rek (Tonj) считается стандартным, наиболее престижным с точки зрения социального статуса.

## Фонология
В языке динка — богатая система гласных, насчитывающая как минимум 13 чётко различимых фонем. Знак подстрочной точки (< ̤>) обозначает гласные, произносящиеся с придыханием, что в орфографии языка динка передаётся знаком диерезиса <¨>):
|                       | Передний ряд | Передний ряд        | Задний ряд | Задний ряд |
| ровное произношение   | придыхание   | ровное произношение | придыхание |            |
| --------------------- | ------------ | ------------------- | ---------- | ---------- |
| Верхний подъём        | i            | i̤                   | u          |            |
| Средне-верхний подъём | e            | e̤                   | o          | o̤          |
| Средне-нижний подъём  | ɛ            | ɛ̤                   | ɔ          | ɔ̤          |
| Нижний подъём         |              |                     | a          | a̤          |

Могут существовать и другие различия. В диалекте бор (юго-восточный) различаются различные типы произношения гласных: «обычный», с придыханием, гортанное и резкое, в дополнение к трём тонам, существующим во всех диалектах динка. В лингвистической литературе для данных особенностей произношения существуют диакритические знаки: подстрочный двойной знак цитирования для гортанного произношения, [a͈], и подчёркивание для резкого произношения, [a]. Примеры:
| Произношение | обычное | с придыханием | резкое    | гортанное  |
| ------------ | ------- | ------------- | --------- | ---------- |
| Bor Dinka    | ʨìt̪     | ʨì̤t̪           | ʨìt̪       | ʨì͈t̪        |
|              | диарея  | идти вперёд   | скорпионы | проглотить |

Имеется 20 согласных:
|          | Губ. | Зуб. | Альвеол. | Палат. | Веляр. |
| -------- | ---- | ---- | -------- | ------ | ------ |
| Нос.     | m    | n̪    | n        | ɲ      | ŋ      |
| Взрыв.   | p b  | t̪ d̪  | t d      | c ɟ    | k g    |
| Фрикат.  |      |      |          |        | ɣ      |
| Рот.     |      |      | ɾ        |        |        |
| Аппрокс. |      |      | l        | j      | w      |

### Морфология
В языке динка имеют место аблаут гласных или апофония, то есть чередование гласных внутри корня при словоизменении (подобно английскому stand/stood):
| Единств. число | Множ. число | Глосса      | Чередование гласных |
| -------------- | ----------- | ----------- | ------------------- |
| dom            | dum         | 'поле/поля' | (o-u)               |
| kat            | kɛt         | 'рама/рамы' | (a-ɛ)               |

(Bauer 2003:35)

## Тоны
Язык динка является тональным, причём тоны играют смыслоразличительную роль.

## Диалекты
У динка существуют несколько диалектов:
- На северо-восточном диалекте (Northeastern Dinka, Padang, White Nile Dinka) говорят в округах Кхор-Фулус и Фангак штата Джонглий и в округах Балиет, Мелут, Ренк штата Верхний Нил. Есть диалекты абилианг (акоон, бавон, бовом, динка-ибрахим), агеер (абуя, агейр, агер, беер, ниел, ньел, палок, палойк), донгджол, луак (луайк), нгок-собат (джок, нгорк), рут, тхой.
- На северо-западном диалекте говорят в округах Абиемнхом, Парианг штата Эль-Вахда и на территории района Абьей. Есть диалекты алор, нгок-кордофан, пан-ару, рувенг.
- На юго-восточном диалекте (Bor, Eastern Dinka, Southeastern Dinka) говорят в округах Восточный Твик и Южный Бор штата Джонглий. Есть диалекты атхок (аток, атхойк, бор-атхойк, боратхой), бор (бор-гок), гхол, ньярвенг (нарревенг, ньяруэнг), туик (тви).
- На юго-центральном диалекте (Agar, Central Dinka, South Central Dinka) говорят в штате Озёрный. Есть диалекты агар, алиап (акер, алиаб, тхани), гок (гаук, кок), чиек (аджак, адор, квак, чием, чиеч, чик).
- На юго-западном диалекте (Rek, Southwestern Dinka, Western Dinka) говорят в округе Джур-Ривер, в штатах Вабаб, Западный Бахр-эль-Газаль, Северный Бахр-эль-Газаль. Есть диалекты абием (аджонг-дит, аджонг-тхи, акани-кок, акем-джок, аней, апвотх, апуотх), агуок (агвок), аван, апук, лау, луак, малуал (атоктоу, дулиит, корок, макем, малвал, петх), палиет (аджак, балиет, бон-швай, бвонквай, буонквай, кондайр, конгдер, тайнбоур, тхани-бур), палиоупини (акванг, акджует, аят, гомджуер, палиопинг, чимел), рек (райк), туйк (адхианг, амиол, ньянг, твик, твич, твидж, тхон).

## Алфавит
Для языка динка существует алфавит на основе латиницы. В течение XX в. в нём происходили изменения, ныне принятый вариант включает следующие знаки:
a ä b c d dh e ë ɛ ɛ̈ g ɣ i ï j k l m n nh ny ŋ o ö ɔ ɔ̈ p r t th u w y
Однако, некоторые из вышеупомянутых букв могут быть написаны другим способом (или другие буквы могут использоваться в этих местах), но буква/специальный знак используется ещё будучи произнесённым как оригинальная буква, которую они представляют. Это:
| Оригинальная буква | другие варианты написания |
| ɛ                  | ė («e» с точкой сверху.)  |
| ɣ                  | h, x, q                   |
| ŋ                  | ng                        |
| ɔ                  | ȯ («o» с точкой сверху.)  |